# Площадь Фонтанов
Площадь Фонтанов (азерб. Fəvvarələr meydanı; прежние названия Парапет, Сквер им. Карла Маркса) — площадь-сквер в столице Азербайджана, в городе Баку. Первая городская площадь Баку. 
Расположена в Сабаилском районе города. С южной стороны площадь ограничена улицей Ахмеда Джавада, с северной стороны — улицей Нигяр Рафибейли. Вокруг площади расположены памятники архитектуры XIX и XX веков, среди которых здание музея им. Низами (1860-е), здание кинотеатра «Араз» (1870), армянскую церковь, здание бывшего «Гранд-отеля».

## История
В генеральном плане Баку 1864 года место для будущей площади была намечена как площадь для учений и плац-парадов. Первая городская площадь Баку «Парапет», известная также как Колюбакинская площадь, была построена в 1868 году по проекту бакинского городского архитектора Касым-бека Гаджибабабекова. Эта площадь явилась организующим элементом делового и общественного центра Баку. Её осевая, строго симметричная композиция определила положение одной из первых и ведущих улиц форштадта, ныне улицы Мирзы Ибрагимова.
Парапет в основном застраивался Касым-беком Гаджибабабековым. Он здесь выстроил двухэтажные караван-сараи (ныне кинотеатр «Араз» и музей азербайджанской литературы им. Низами), жилые дома для себя, гостиницы «Гранд-отель» и «Метрополь».
Площадь постоянно привлекала внимание частных лиц и губернских властей, стремившихся застроить её. Когда в начале 1880-х годов начались поиски места для православного собора, выбор экзарха Грузии пал на Парапет как на удобную для прихожан площадь в центре города. В те же годы на той же площади было задумано сооружение памятника Александру II (из-за этого проектируемую площадь в местной прессе иногда называли даже Императорской). Однако, решение построить собор или памятник на сравнительно небольшой площади (около 0,8 га) считается неудачным. Для собора вскоре было выбрано место на упраздненном кладбище, оказавшемся к тому времени в окружении жилых и торговых зданий. В январе 1894 года на площади уже велись подготовительные работы по озеленению той части, где решено было воздвигнуть памятник (для этого собирались выписать деревья из Боржома, Тифлиса и других городов). Но идея сооружения памятника также не была реализована из-за нехватки средств (после революции же этот вопрос вовсе был снят).
Стоит отметить, что на Парапете в разное время, помимо собора и памятника, частные лица добивались разрешения думы построить здание Народного театра. В 1914—1918 годах в связи с успешными работами по строительству шолларского водопровода на Парапете был разбит тенистый сквер.
Позднее Парапет превратился в сквер имени Карла Маркса. На состоявшемся здесь, 3 сентября 1920 года, митинге, Н. Нариманов сказал:
Сегодня мы впервые в Баку, раньше, чем во всех других городах Закавказья, увековечиваем имя нашего великого учителя Карла Маркса. Мы утверждаем, что недалёк тот день, когда мы увековечим имя Карла Маркса в Ереване и в Тифлисе. С сегодняшнего дня Парапет переименован в площадь имени Карла Маркса.
После реконструкции 1950-х годов (архитектор И. Тихомирова) этот сквер закрепил своё положение в планировке современного города. В результате сквер превратился в просторную, хорошо озелененную площадь-сквер, связанную с небольшими старыми скверами у Дворца печати и здания библиотеки. Занимая узловое место в центральной части Баку, сквер на протяжении долгих лет пропускал через себя основные пешеходные потоки.
Новый этап реконструктивных работ по преобразованию сквера начался в 1984 году. По замыслу архитектора-художника Рагима Сейфуллаева ранее существовавший сквер был значительно видоизменён. Существенно обновился состав зеленых насаждений, раскрылся вид на некогда малозаметную группу экзотических пальм, по-новому стали выглядеть ширококронные лиственные деревья. Территория площади и сквера покрыта специальными бетонными плитами красноватого оттенка; террасы и ступени сквера окантованы белым камнем. Крупные квадраты для цветников также были выполнены из белого камня. Важную часть архитектурно-ландшафтной композиции сквера стали составлять фонтаны. Именно из-за большого числа фонтанов он стал называться площадью Фонтанов. Находящийся в центре сквера фонтан украшен скульптурной композицией. Другая группа фонтанов была размещена между кромкой сквера и окружающей исторической застройкой города.
В 2010 году площадь Фонтанов подверглась полной реконструкции. Были реконструированы фонтаны, павильоны и киоски, сохранена растительность, увеличена площадь зеленых насаждений. 2 июля площадь открылась для посетителей.

## Фотогалерея

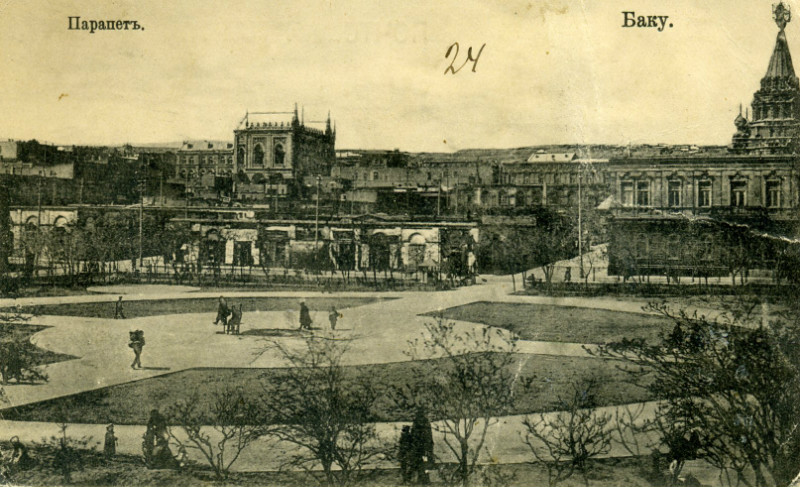
Парапет в годы Российской империи
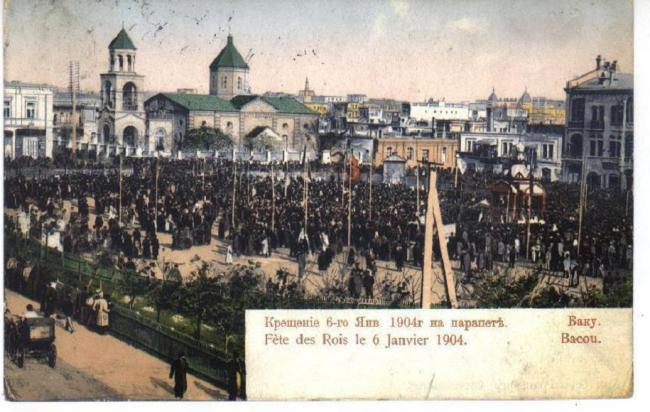
Крещение 6 января 1904 года на Парапете
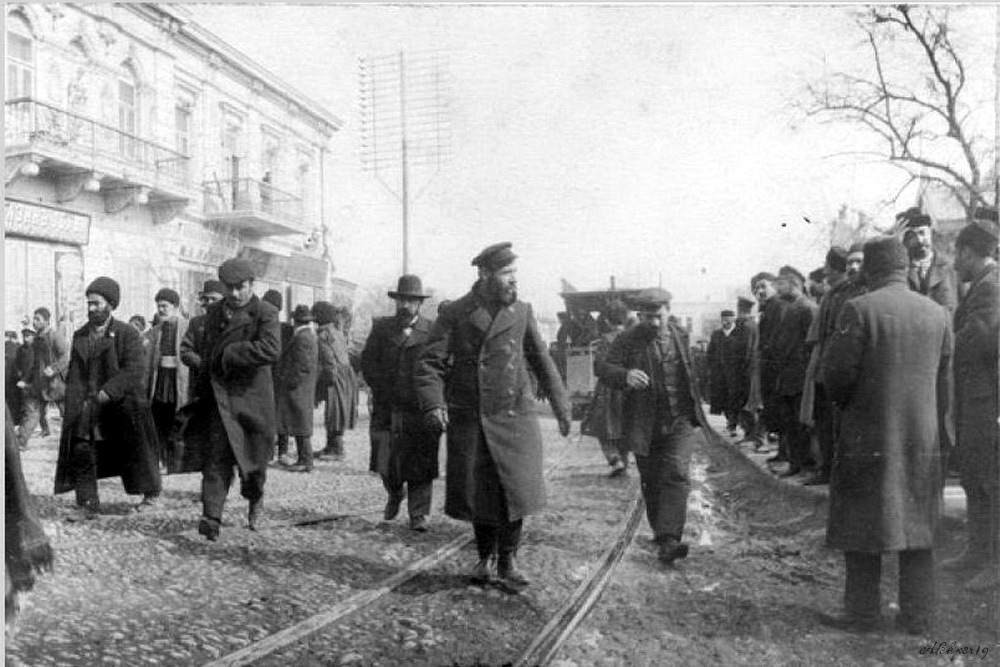
Революционное выступление бакинского пролетариата на Парапете в 1905 году